# Olivella (mollusque)
Pour les articles homonymes, voir Olivella.
Genre
Olivella est un genre de mollusques gastéropodes marins de la famille des olividés (Olividae).

## Espèces
Selon NCBI (26 janvier 2023) :
- Olivella baetica
- Olivella minuta
- Olivella olssoni
- Olivella volutella